# Peste in Indocina
La peste in Indocina o dell'Indocina fu un'epidemia di peste diffusasi in Indocina tra il 1855 e il 1918.

## Storia e descrizione
Si presume che l'inizio della terza pandemia sia da collocarsi nella provincia cinese di Yunnan nel 1855. Per via dello spostamento di truppe, la malattia si diffuse velocemente arrivando a colpire Hong Kong e Canton nel 1894, Bombay nel 1898, mentre negli anni seguenti, grazie ai piroscafi, la propagazione raggiunse l'Africa, l'Europa, le Hawaii, l'India, il Giappone, le Filippine e il Sud America. Si stima che tra il 1898 e il 1918 morirono di peste circa 12,5 milioni di indiani.
Nel giugno del 1894, durante l'epidemia di Hong Kong, Alexandre Yersin e Shibasaburo Kitasato annunciarono indipendentemente, a pochi giorni l'uno dall'altro, l'isolamento del batterio responsabile. Sebbene inizialmente la scoperta venne attribuita a Kitasato, la descrizione di Yersin fu quella più accurata ed inoltre fu lui ad utilizzare, due anni più tardi, un antisiero per curare un paziente. A Yersin è accreditato anche l'aver stabilito la correlazione tra la peste e i ratti.
Nel 1897, durante l'epidemia che colpì l'India, Masanori Ogata e Paul-Louis Simond, scoprirono indipendentemente il ruolo della pulce nella trasmissione della malattia. Nello stesso anno, Waldemar Haffkine dimostrò l'efficacia del vaccino da lui messo a punto, mentre in occasione dell'epidemia che imperversò in Manciuria tra il 1910 e il 1911, Wu Lien-teh identificò la forma polmonare della condizione e mise a punto delle misure contenitive per la sua diffusione tramite via aerea.
Per il resto del XX secolo i focolai della malattia continuarono ma con tassi di mortalità di molto inferiori alle precedenti epidemie, grazie all'introduzione di efficaci misure di sanità pubblica e, a partire dagli anni 1950, degli antibiotici. Tuttavia, la peste è rimasta come malattia enzootica dei roditori in quasi tutto il mondo ad esclusione dell'Australia e dell'Europa.